# Dům U svatého Jiří
Dům U svatého Jiří (též Dům U Ryšánků) je historizující dům na nároží ulic Pařížské (or. č. 15) a Široké (or. č. 11) v Praze na Josefově (čp. 97).

## Historie
Dům byl vybudován v letech 1905–06. Před rokem 1989 spadal dům do vlastnictví městských organizací: Obvodního podniku bytového hospodářství a potom Bytového podniku Prahy 1. Od roku 1992 byl dům v soukromém vlastnictví investora ze Saúdské Arábie, společnosti Arabella, které patří dosud (2021). V roce 2018 byl dům nabídnut k prodeji za cenu přibližně 1 miliardu korun, nicméně neúspěšně.

## Architektura
Investorem stavby byl český komorní rada a říšský poslanec Bohumil Ryšánek, který si zde přál dům v novogotickém slohu. Autorem architektonického návrhu domu byl pravděpodobně architekt Jiří Justich, realizátorem pak stavitel Matěj Blecha. Dům je podsklepený, má přízemí využívané pro obchody, dále čtyři obytná patra a podkroví. Zatímco fasáda domu je převážně historizující, v interiérech se již uplatňuje tehdy moderní secese.
Nápadnými prvky fasády jsou především arkýře, z nichž některé nesou balkóny. Obě průčelí – jak do Pařížské, tak do Široké ulice – jsou zakončena korunní římsou s atikou a bohatě členěnou střechou se štíty. Gotický charakter dodává domu zejména hrubé kvádrování v omítce, vimperky, balustrády a pod korunní římsou provedené reliéfní erby (ty jsou ovšem zpracovány secesně).
Nároží domu zdobí plastika svatého Jiří bojujícícho s drakem. Ta také dala domu jméno.